# 김종석 (1964년)
김종석(金鍾碩, 1964년 7월 15일 ~ )은 前 KBO 리그 롯데 자이언츠의 투수였다. 현재는 부산중학교 야구부 감독이며, 아들은 KIA 타이거즈의 투수 김대유다.
부산고등학교와 한양대학교를 거쳐 1987년 3월 계약금 2,700만원, 연봉 1,200만원으로 롯데 자이언츠에 입단했다. 부산고등학교 시절에는 서울종합운동장 야구장 개장 기념으로 열렸던 우수고교 초청대회 결승전에서 경북고등학교의 류중일에게 개장 1호 홈런을 허용한 이력이 있다. 1987년 데뷔 때 첫 승을 기록한 이후 그 해 4월 19일부터 1991년 8월 17일까지 무려 16연패를 당했다. 이 연패 기록은 2011년 7월 21일의 넥센-LG전에서 심수창이 17연패를 기록하면서 깨졌다.
한편, 중학교(부산중)(당시 초량중)  재학 당시 에이스로 활약하는 등 랭킹 1위이자 고교 시절 고교 좌완 랭킹 1위를 독주했고 경남고 진학 확정 뒤 동계훈련 후 부산고로 돌아갈 당시 중앙 일간지의 양교에 스카우트 분쟁으로 이름이 올랐으나 고등학교 3학년(82년) 당시 대부분의 경기를 던지던 혹사 탓인지  대학 졸업(87년) 후 롯데에서 쓸쓸히 퇴장했다.